# XX Batallón de Fortaleza de la Luftwaffe
El XX Batallón de Fortaleza de la Luftwaffe (XX. Luftwaffen-Festungs-Bataillon) fue una unidad de la Luftwaffe durante la Segunda Guerra Mundial.

## Historia
Fue formado en septiembre de 1944 a partir del 1220.º Batallón de Campaña de la Luftwaffe en Olmütz, con 3 compañías, fue trasladado al VII Ejército. Entró en acción en Hürtgen con la 275.ª División de Infantería. Para la formación se recurrió a personal de la Escuela de Intérpretes de la Luftwaffe en Olmütz. El 16 de septiembre de 1944 el batallón llegó al área de Maubach, donde se le sometió a un entrenamiento intensivo. El 28 de septiembre de 1944*, el batallón fue puesto al mando de la 353.ª División de Infantería y se trasladó al sector Gressenich-Monschau. El batallón luchó en Wehebach y el 14 de octubre de 1944 fue subordinado por el II Batallón/985.º Regimiento de Granaderos, incorporándose al regimiento el 31 de octubre de 1944. El 31 de diciembre de 1944* fue disuelto para reformar la 275.ª División de Infantería.
| Unidad       | Correo Postal |
| Plana Mayor  | 62314 A       |
| 1.ª Compañía | 62314 B       |
| 2.ª Compañía | 62314 C       |
| 3.ª Compañía | 62314 D       |

Nota: En otras fuentes se menciona que la fecha de subordinación del batallón fue el 27 de septiembre de 1944.*

Nota: En otras fuentes se menciona que la fecha en la que fue disuelto y utilizado para reformar fue el 31 de octubre de 1944.*